# Santo Antônio (Coronel Fabriciano)

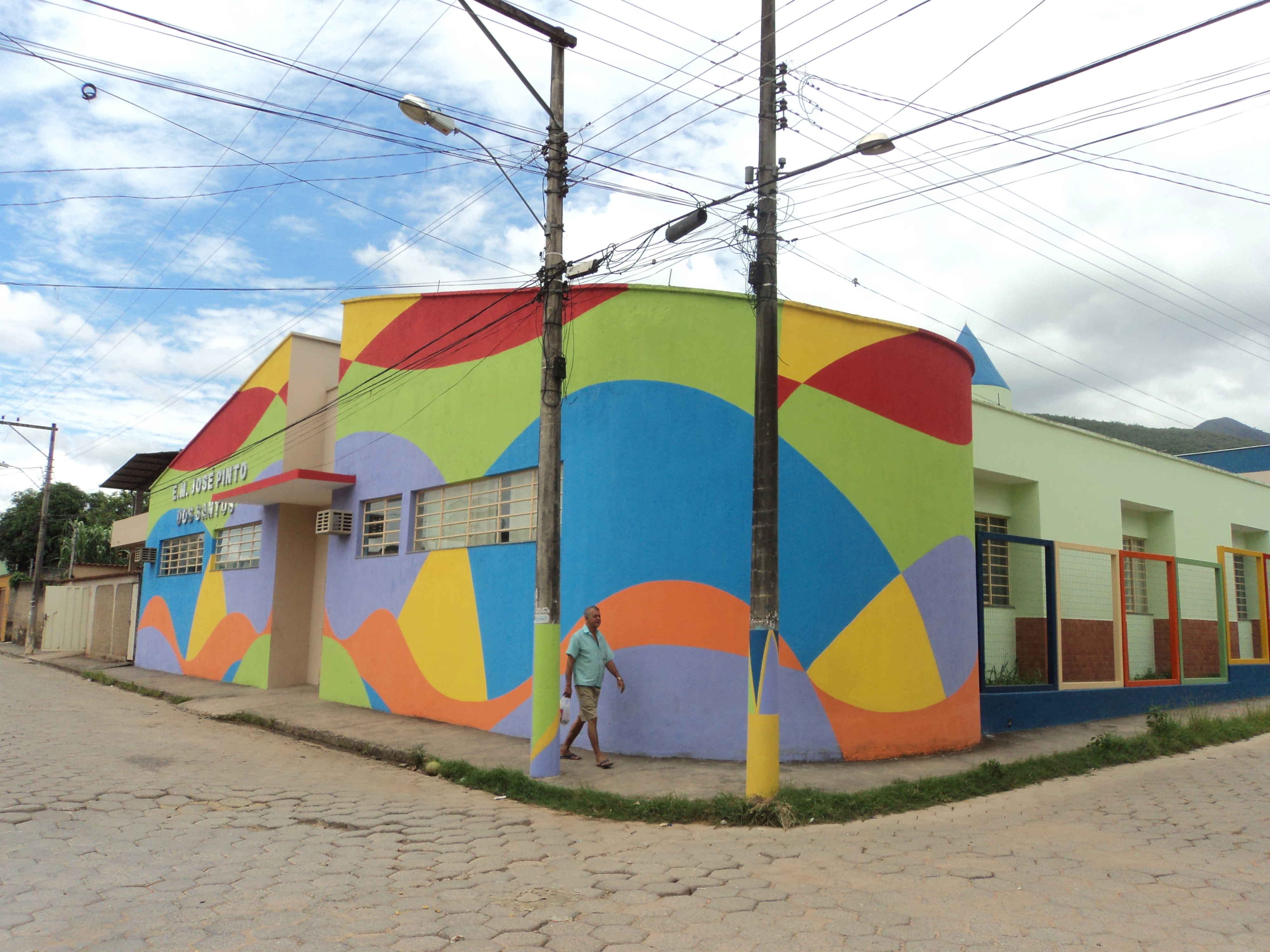
Escola Municipal José Pinto dos Santos

Santo Antônio é um bairro do município brasileiro de Coronel Fabriciano, no interior do estado de Minas Gerais. Localiza-se no distrito Senador Melo Viana, estando situado no Setor 6. Segundo o censo demográfico de 2022, realizado pelo Instituto Brasileiro de Geografia e Estatística (IBGE), sua população era de 213 habitantes e havia 82 domicílios particulares permanentes ocupados.
De acordo com o IBGE, em 2010 a população era de 314 habitantes e havia 105 domicílios particulares.
A área do atual bairro era propriedade de Roldão Alves Torres (1905–1975) e foi loteada pelo próprio pouco antes de falecer. Na ocasião, foi construída uma pequena igreja em homenagem a Santo Antônio e o nome recebido pela localidade é uma referência à devoção de Roldão ao orago.